# بوالیا
بوالیا (به لاتین: Boalia Thana) یک منطقهٔ مسکونی در بنگلادش است که در ناحیه راج‌شاهی واقع شده‌است. بوالیا ۳۱٫۶۹ کیلومتر مربع مساحت و ۲۹۴٬۰۵۶ نفر جمعیت دارد.